# Fergus Mór mac Eirc
Fergus Mór mac Eirc (Gaelic Fergus Mòr Mac Earca) – król królestwa Dalriady (celtyckiej Szkocji), syn Erca panował w latach 500-501.
Według pochodzącej z przełomu XIV i XV wieku szkockiej kroniki Andrzeja z Wyntoun, Fergus był pierwszym Szkotem rządzącym Szkotami. Tam też wspomina się o Kamieniu ze Scone, który Fergus miał przywieźć z Irlandii. Jego następcą został syn Dúngal.
Rerum Scoticarum Historia autorstwa George'a Buchanana dodaje, iż Rzymianie pod wodzą Maximusa podbili całą Brytanię, a ojciec Fergusa, Eugenius poległ walcząc przeciw nim. Fergus był wychowywany na obczyźnie, w Skandynawii, by po okresie walk z Frankami, powrócić do Szkocji. Zginął w bitwie przeciwko Durstusowi, królowi Piktów.